# Liste der Bodendenkmäler in Chieming
Auf dieser Seite sind die Bodendenkmäler in der oberbayerischen Gemeinde Chieming zusammengestellt. Diese Tabelle ist eine Teilliste der Liste der Bodendenkmäler in Bayern. Grundlage ist die Bayerische Denkmalliste, die auf Basis des Bayerischen Denkmalschutzgesetzes vom 1. Oktober 1973 erstmals erstellt wurde und seither durch das Bayerische Landesamt für Denkmalpflege geführt wird. Die folgenden Angaben ersetzen nicht die rechtsverbindliche Auskunft der Denkmalschutzbehörde.

## Bodendenkmäler in Chieming
| Lage                          | Objekt | Akten-Nr.     | Bild                                                          |
| ----------------------------- | --- | ------------- | ------------------------------------------------------------- |
| (Standort)                    | Brandgräber der römischen Kaiserzeit. | D-1-8041-0009 |                                                               |
| Gemarkung Ising (Standort)    | Villa rustica der römischen Kaiserzeit und Körpergräber des frühen Mittelalters.                                                                                  | D-1-8041-0011 |                                                               |
| (Standort)                    | Via Julia, Straße der römischen Kaiserzeit. | D-1-8041-0014 | Nicht im Bayernatlas Denkmal gelistet                         |
| (Standort)                    | Brandgräber der römischen Kaiserzeit. | D-1-8041-0022 |                                                               |
| (Standort)                    | Burgstall des hohen Mittelalters. | D-1-8041-0023 |                                                               |
| (Standort)                    | Grabhügel vorgeschichtlicher Zeitstellung. | D-1-8041-0035 |                                                               |
| (Standort)                    | Villa rustica der römischen Kaiserzeit. | D-1-8041-0039 |                                                               |
| (Standort)                    | Brandgräber der mittleren Latènezeit. | D-1-8041-0056 |                                                               |
| (Standort)                    | Brandgräber der mittleren Latènezeit. | D-1-8041-0128 |                                                               |
| (Standort)                    | Villa rustica der römischen Kaiserzeit. | D-1-8041-0129 |                                                               |
| (Standort)                    | Brandgräber der späten Bronze- und Urnenfelderzeit. | D-1-8041-0130 |                                                               |
| (Standort)                    | Siedlung der mittleren und späten römischen Kaiserzeit. | D-1-8041-0131 |                                                               |
| (Standort)                    | Villa rustica der römischen Kaiserzeit. | D-1-8041-0137 |                                                               |
| (Standort)                    | Verebneter Grabhügel vorgeschichtlicher Zeitstellung. | D-1-8041-0138 |                                                               |
| Isinger Straße 36 (Standort)  | Siedlung des Jungneolithikums (Münchshöfener Kultur), der Spätbronzezeit, der Urnenfelderzeit und der römischen Kaiserzeit sowie Brandgräber der Urnenfelderzeit. | D-1-8041-0175 | Siedlungsspuren vor- und frühgeschichtlicher Zeitstellung     |
| (Standort)                    | Siedlung vor- und frühgeschichtlicher Zeitstellung. | D-1-8041-0191 |                                                               |
| Tabinger Straße 5 (Standort)  | Untertägige mittelalterliche und frühneuzeitliche Befunde im Bereich der katholischen Pfarrkirche St. Laurentius in Hart und ihrer Vorgängerbauten.               | D-1-8041-0194 |                                                               |
| Kirchberg 7 (Standort)        | Untertägige mittelalterliche und frühneuzeitliche Befunde im Bereich der katholischen Kuratiekirche Mariä Himmelfahrt in Ising und ihrer Vorgängerbauten.         | D-1-8041-0198 |                                                               |
| Steinheilstraße 11 (Standort) | Untertägige spätmittelalterliche und frühneuzeitliche Befunde im Bereich der katholischen Filialkirche St. Johannes Baptist in Stöttham und ihres Vorgängerbaus.  | D-1-8041-0204 | Untertägige spätmittelalterliche und frühneuzeitliche Befunde |
| (Standort)                    | Grabhügel vorgeschichtlicher Zeitstellung. | D-1-8041-0266 |                                                               |
| (Standort)                    | Reihengräberfeld des frühen Mittelalters. | D-1-8141-0011 |                                                               |
| (Standort)                    | Siedlung des Spätneolithikums (Chamer Kultur) sowie abgegangene Kirche des Mittelalters und der frühen Neuzeit (St. Peter in Chieming) mit zugehörigem Friedhof.  | D-1-8141-0012 |                                                               |
| Hauptstraße 1 (Standort)      | Untertägige mittelalterliche und frühneuzeitliche Befunde im Bereich der katholischen Pfarrkirche Mariä Himmelfahrt in Chieming und ihrer Vorgängerbauten.        | D-1-8141-0014 | Untertägige mittelalterliche und frühneuzeitliche Befunde     |
| (Standort)                    | Körpergräber der späten römischen Kaiserzeit. | D-1-8141-0015 |                                                               |
| (Standort)                    | Siedlung der Vorgeschichte, der römischen Kaiserzeit sowie des Mittelalters und der Neuzeit.                                                                      | D-1-8141-0017 |                                                               |
| (Standort)                    | Siedlung der frühen und mittleren Bronzezeit. | D-1-8141-0020 |                                                               |
| (Standort)                    | Körpergräber des frühen Mittelalters. | D-1-8141-0022 |                                                               |
| (Standort)                    | Verebnete Grabhügel und Siedlung vor- und frühgeschichtlicher Zeitstellung.                                                                                       | D-1-8141-0107 |                                                               |
| (Standort)                    | Verebneter Grabhügel vorgeschichtlicher Zeitstellung. | D-1-8141-0108 |                                                               |
| (Standort)                    | Burgstall des hohen Mittelalters. | D-1-8141-0118 |                                                               |
| (Standort)                    | Opferplatz mit Depotfunden der Hallstattzeit. | D-1-8141-0134 |                                                               |
| (Standort)                    | Brandgräber der späten Bronzezeit und frühen Urnenfelderzeit. | D-1-8141-0135 |                                                               |
| (Standort)                    | Reihengräberfeld des frühen Mittelalters. | D-1-8141-0139 |                                                               |
| (Standort)                    | Siedlung der späten Bronzezeit, der Urnenfelderzeit und des frühen Mittelalters.                                                                                  | D-1-8141-0213 |                                                               |
| Markstatt 6 (Standort)        | Untertägige spätmittelalterliche und frühneuzeitliche Befunde im Bereich von Schloss Neuenchieming.                                                               | D-1-8141-0214 | Untertägige spätmittelalterliche und frühneuzeitliche Befunde |
| (Standort)                    | Grabhügel vorgeschichtlicher Zeitstellung. | D-1-8141-0242 |                                                               |